# La Unidad
La Unidad est une série télévisée espagnole créée et réalisée par Dani de la Torre diffusée entre le 15 mai 2020 et 18 mai 2023 sur Movistar+. 
La série raconte le travail effectué par l'unité antiterroriste internationale de la police espagnole. Chaque saison comporte six épisodes d'environ 50 minutes chacun. Le tournage de la deuxième saison commence en 2021 pour une diffusion en 2022.
Elle s'appuie sur des témoignages inédits de professionnels chevronnés de la lutte contre le terrorisme et se déroule en Espagne, en France et au Maroc,,.
En France, la série est diffusée sur Prime Video.

## Fiche technique
- Création : Dani de la Torre
- Réalisation : Dani de la Torre, María Nieto
- Écriture : Dani de la Torre, Alberto Marini, Alberto Marini, Amèlia Mora
- Production : Vaca Films (es), Movistar+
- Musique : Manuel Riveiro

## Synopsis
La Unidad, unité antiterroriste de la police espagnole arrête Salah Al Garheeb, le terroriste international le plus recherché, et doit faire face au flot d'attentats terroristes que génère son arrestation,.

## Distribution

### Acteurs principaux
- Nathalie Poza (VF : Isabelle Gardien) : Carla Torres
- Michel Noher (es) (VF : Marc Arnaud) : Marcos Cobos
- Marian Álvarez (VF : Jessie Lambotte) : Miriam
- Luis Zahera (VF : Julien Kramer) : Sergio Castro (saison 1, invité saison 2)
- Raúl Fernández (es) (VF : Tanguy Goasdoué) : Roberto (saisons 1-2)
- Carlos Blanco Vila (VF : Féodor Atkine) : Ramón (saisons 1-2)
- Fariba Sheikhan (es) (VF : Chloé Renaud) : Nawja (saisons 2-3, récurrente saison 1)
- Hamid Krim : Abdel Khader Maalouf (saison 1)
- Mourad Ouani : Tarek (saison 1)
- Kaabil Sekali (VF : Omar Yami) : Omar Al Hassan (saison 2)
- Aroa Rodríguez (es) (VF : Ludivine Maffren) : Kala (saison 2)
- Mekki Kadiri (VF : Constantin Pappas) : Ismail Jhamid (saison 2, récurrent saison 1)
- Alba Bersabé (VF : Marie Facundo) : Lúa Cobos Torres (saison 1, récurrente saison 2, invitée saison 3)
- Shabnam Rahimi : Fazela Daulat (saison 3)
- Mehdi Regragui : Massoud (saison 3)

### Acteurs récurrents
- Pepo Oliva : Alberto Torres (saisons 1-2)
- Sara Sanz : Noe
- Amina Leony (VF : Laëtitia Lefebvre) : Amina (saisons 1-2)
- Moussa Echarif : Myaz-Rodríguez (saisons 1-2)
- Bouzan Hadawi : Nadim Au Garheeb
- Said Le Mouden : Salah Au Garheeb
- Lourdes Bermúdez : BASMA
- Jaime Nava d'Olano : Chef équipe GEOs (saisons 1-2)
- Fran Cantos (VF : Mario Bastelica) : Álvaro (saison 2)
- Xavi Mira : (saison 3)
- Iñigo de la Iglesia : (saison 3)
- Camino Fernández : (saison 3)

### Invités
- Fele Martínez (VF : Thierry Kazazian) : Ernesto Sanabria (saisons 1-2)
- Francesc Orella : Jesús Jiménez (saison 1)